# Смит, Гэри (кёрлингист)
Гэ́ри Смит (англ. Gary Smith; род. 5 марта 1969, Эдинбург) — шотландский и британский кёрлингист на колясках.
В составе сборной Великобритании участник зимних Паралимпийских игр 2022 года. В составе сборной Шотландии участник нескольких чемпионатов мира. В составе смешанной парной сборной Шотландии по кёрлингу на колясках участник чемпионата мира.
В «командном» кёрлинге на колясках (команда из четырёх человек) играет в основном на позиции второго.

## Команды
| Сезон                                   | Четвёртый         | Третий           | Второй           | Первый               | Запасной                                    | Турниры               |
| --------------------------------------- | ----------------- | ---------------- | ---------------- | -------------------- | ------------------------------------------- | --------------------- |
| 2019—20                                 | Хью Нибли         | Роберт Макферсон | Гэри Смит        | Шарлотта Маккенна    | Меган Доусон-Фаррелл тренер: Шейла Суон     | ЧМК 2020 (9 место)    |
| 2021—22                                 | Грегор Юэн        | Хью Нибли        | Дэвид Мелроуз    | Меган Доусон-Фаррелл | Гэри Смит тренер: Шейла Суон                | ЗПИ 2022 (8 место)    |
| 2023—24                                 | Грегор Юэн        | Хью Нибли        | Роберт Макферсон | Меган Доусон-Фаррелл | Гэри Смит тренер: Luke Carson               | ЧМК 2024 (10 место)   |
| 2024—25                                 | Хью Нибли         | Гэри Смит        | Austin McKenzie  | Jo Butterfield       | Keith Gray тренеры: Шейла Суон, Niall Ryder | ЧМК 2025 (7 место)    |
| Кёрлинг на колясках среди смешанных пар |                   |                  |                  |                      |                                             |                       |
| 2023—24                                 | Шарлотта Маккенна | Гэри Смит        |                  |                      | тренер: Niall Ryder                         | ЧМКСП 2024 (10 место) |

(скипы выделены полужирным шрифтом)